# Gustave Larnac
Marie Gustave Larnac est un homme politique français né le 2 février 1793 à Nîmes (Gard) et mort le 12 avril 1868 à Courbevoie (Hauts-de-Seine). Il demeurait au château de Larnac à Courbevoie (dit aussi château de Courbevoie), acheté en 1840 et démoli après sa mort.

## Biographie
Il est le fils de Joseph Simon Larnac (né en 1763), avocat à Nîmes, et de son épouse née Marie-Jeanne Vitalis (1765-1849). Maître d'études à Avignon, il est professeur de rhétorique en 1823 à Lyon puis chargé de l'éducation du duc de Nemours. Il est député des Landes de 1845 à 1848, siégeant dans la majorité soutenant les ministères de la Monarchie de Juillet. Il épouse le 5 septembre 1833 à Metz Catherine Françoise Virginie de La Coste du Vivier (1803-1896), fille du général de La Coste du Vivier, baron d'Empire.
De son mariage sont issus :
- Marie Louise Virginie Larnac (1834-1916),
- Marie Aimée Charlotte Élise Larnac, épouse d'Émile Hippolyte Zédé (1827-1900), vice-amiral, commandeur de la Légion d'honneur[4],
- Marie Charles Edmond Larnac (1836-1875), capitaine de chasseurs, chevalier de la Légion d'honneur (1871),
- Marie Élise Émilie Agladie (dite Aglaë) Larnac (1838-1874), épouse de Louis-Henri de Boucheman (1827-1880[5]), futur général de brigade, commandeur de la Légion d'honneur,
- Marie Charles Victor Auguste Larnac (1841-1921), général d'artillerie, commandeur de la Légion d'honneur (1902),
- Marie Maurice Léon Gustave Larnac (1843-1891 Le Caire), préfet de l'Orne (1874-1876), préfet des Landes (1876-1877), préfet de l'Aude (1877),
- Marie Virginie Alix Larnac, morte à 15 ans en 1860.

Il est inhumé au cimetière ancien de Courbevoie. La rue Larnac, disparue à la création du parc de Lattre-de-Tassigny, lui rendait jadis  hommage.

## Ouvrages
- Rêves et souvenirs, poésies morales et philosophiques, in-16, 291 p., Paris, J.-J. Durochet, 1844
- La Question romaine, opuscule en vers, simple résumé de deux causes dont l'antagonisme trouble partout les esprits et les consciences, 43 p., Paris, J. Lecoffre, 1862
- Le Cosmos moral, 1 vol. (XIV-188 p.), Paris, J. Lecoffre, 1862
- Le Devenir, ou Le dieu du positivisme, dialogue en vers entre un conservateur chrétien et un docteur positiviste, 1 vol. (54 p.), Paris, J. Lecoffre, 1864
- Une simple leçon de catéchisme touchant la vie de Jésus-Christ, in-8°, 30 p., Paris, J. Lecoffre, 1865[6]

## Sources
- « Gustave Larnac », dans Adolphe Robert et Gaston Cougny, Dictionnaire des parlementaires français, Edgar Bourloton, 1889-1891 [détail de l’édition]